# Queensberry (Hügel)
Der Queensberry ist ein  Hügel am südlichen Ende der Lowther Hills in Südschottland. Mit einer Seehöhe von 697 m ist er die höchste Erhebung der südlichen Lowthers. Von britischen Bergsteigern wird er als Marilyn, Graham und Donald klassifiziert.

## Lage und Umgebung
Der Queensberry erhebt sich im Zentrum der ehemaligen Grafschaft Dumfriesshire.
Zwischen den Flusstälern Annandale im Westen und Nithsdale im Osten fungiert er als Wetterscheide. Südlich befindet sich ein mit 512 m etwas niedrigerer Hügel, der als Little Queensberry oder Wee Queensberry bezeichnet wird.

## Geschichte

### Etymologie
Der Name leitet sich ab vom altenglischen Cwensberg, was „Königinberg“ bzw. „Frauenberg“ bedeutet.

### Deonyme
Die britischen Adelstitel des „Duke of Queensberry“ bzw. „Marquess of Queensberry“ sind nach diesem Hügel benannt. John Sholto Douglas, der 9. Marquess von Queensberry, entwarf 1865 zusammen mit John Graham Chambers die Basisregeln des modernen Boxsports, die heute als Queensberry-Regeln bekannt sind. Dieses Regelwerk wiederum diente als Eponym für die deutsche Girlgroup Queensberry.